# 高勳
高勳（？—978年），遼朝（契丹）政治人物，字鼎臣，河西人，高万兴之孫，後晋北平王高信韜之子。
高勳在後晋任閤門使。会同九年（946年）随杜重威投降契丹。辽太宗入開封，任四方館使。好结权贵，为人勤勉，大臣多推赞誉他。后晋降将张彦泽自以为对辽灭后晋有功，因而飞扬跋扈，为所欲为。张彦泽害高勋叔父、季弟，暴尸于门外。高勋为此向辽太宗申诉，辽太宗命高勋监杀张彦泽。市民争著敲破张彦泽的头骨，掏出脑髓，掺拌肉吞吃。高勋不久即升任宣徽使。天禄元年（947年）为南院枢密使，总汉军事。天禄五年（951年），北漢劉崇请求冊封，辽世宗命高勳为冊礼使，封劉崇为大漢神武皇帝。应历初年，封趙王，出为上京留守。应历十二年（962年），转任南京留守。应历十三年（963年）北宋在益津关築城，高勋上書请求扰乱宋朝築城。辽穆宗采纳高勋上奏，北宋不得築城。应历十七年（967年），宋軍攻打益津关之地，被高勋击败，知南院枢密事。应历十九年（969年）辽景宗即位，高勋因擁立之功，進封秦王。保寧年間，南京析津府郊内多閑地，高勋请求开垦种稻，景宗許可。林牙耶律昆宣上奏高勋有謀反之意，引水为畦，设以京叛，官军何自而入。景宗怀疑于是不許。高勋转任南院枢密使。他把毒药送给駙馬都尉蕭啜里，事发，被流放铜州。保寧十年（978年），参与谋害尚书令萧思温，景宗下诏处决他，家产被没收，赐给蕭思温家。

## 延伸阅读
[在维基数据编辑]
 《遼史/卷85》，出自脱脱《遼史》